# Nawira Sevens 2007
El Nawira Sevens (North America and West Indies Rugby Association) de 2007 fue la cuarta edición del principal torneo de rugby 7 de la Confederación Norteamérica de Rugby.
Se disputó del 17 al 18 de octubre en Nassau, Bahamas.

## Fase de grupos

### Primera Fase

#### Grupo A
| Equipo                | Encuentros | Encuentros | Encuentros | Encuentros | Tantos  | Tantos    | Tantos     | Puntos |
| Equipo                | jugados    | ganados    | empatados  | perdidos   | a favor | en contra | diferencia | Puntos |
| --------------------- | ---------- | ---------- | ---------- | ---------- | ------- | --------- | ---------- | ------ |
| Guyana                | 3          | 3          | 0          | 0          | 81      | 10        | +71        | 9      |
| México                | 3          | 2          | 0          | 1          | 51      | 33        | +18        | 7      |
| Barbados              | 3          | 1          | 0          | 2          | 30      | 51        | -21        | 5      |
| Islas Turcas y Caicos | 3          | 0          | 0          | 3          | 5       | 73        | -68        | 3      |

#### Grupo B
| Equipo            | Encuentros | Encuentros | Encuentros | Encuentros | Tantos  | Tantos    | Tantos     | Puntos |
| Equipo            | jugados    | ganados    | empatados  | perdidos   | a favor | en contra | diferencia | Puntos |
| ----------------- | ---------- | ---------- | ---------- | ---------- | ------- | --------- | ---------- | ------ |
| Jamaica           | 3          | 3          | 0          | 0          | 65      | 17        | +48        | 9      |
| Trinidad y Tobago | 3          | 2          | 0          | 1          | 58      | 31        | +27        | 7      |
| Bahamas           | 3          | 1          | 0          | 2          | 46      | 39        | +7         | 5      |
| Islas Caimán      | 3          | 0          | 0          | 3          | 0       | 82        | -82        | 3      |

#### Grupo C
| Equipo                       | Encuentros | Encuentros | Encuentros | Encuentros | Tantos  | Tantos    | Tantos     | Puntos |
| Equipo                       | jugados    | ganados    | empatados  | perdidos   | a favor | en contra | diferencia | Puntos |
| ---------------------------- | ---------- | ---------- | ---------- | ---------- | ------- | --------- | ---------- | ------ |
| USA South                    | 3          | 3          | 0          | 0          | 102     | 24        | +78        | 9      |
| Martinica                    | 3          | 2          | 0          | 1          | 48      | 55        | -7         | 7      |
| Bermudas                     | 3          | 1          | 0          | 2          | 57      | 66        | -9         | 5      |
| San Vicente y las Granadinas | 3          | 0          | 0          | 3          | 12      | 74        | -62        | 3      |

### Segunda Fase

#### Grupo D
| Equipo    | Encuentros | Encuentros | Encuentros | Encuentros | Tantos  | Tantos    | Tantos     | Puntos |
| Equipo    | jugados    | ganados    | empatados  | perdidos   | a favor | en contra | diferencia | Puntos |
| --------- | ---------- | ---------- | ---------- | ---------- | ------- | --------- | ---------- | ------ |
| Jamaica   | 2          | 2          | 0          | 0          | 47      | 10        | +37        | 6      |
| Martinica | 2          | 1          | 0          | 1          | 17      | 19        | -2         | 4      |
| México    | 2          | 0          | 0          | 2          | 15      | 50        | -35        | 2      |

#### Grupo E
| Equipo            | Encuentros | Encuentros | Encuentros | Encuentros | Tantos  | Tantos    | Tantos     | Puntos |
| Equipo            | jugados    | ganados    | empatados  | perdidos   | a favor | en contra | diferencia | Puntos |
| ----------------- | ---------- | ---------- | ---------- | ---------- | ------- | --------- | ---------- | ------ |
| Guyana            | 2          | 2          | 0          | 0          | 41      | 21        | +20        | 6      |
| Trinidad y Tobago | 2          | 1          | 0          | 1          | 43      | 31        | +12        | 4      |
| USA South         | 2          | 0          | 0          | 2          | 14      | 46        | -32        | 2      |

### Etapa eliminatoria
|  | Semifinales       | Semifinales       | Semifinales |         |        | Copa   | Copa | Copa |  |
|  |                   |                   |             |         |        |        |      |      |  |
|  |                   |                   |             |         |        |        |      |      |  |
|  | Guyana            | Guyana            | 17          |         |        |        |      |      |  |
|  | Guyana            | Guyana            | 17          |         |        |        |      |      |  |
|  | Martinica         | Martinica         | 5           |         |        |        |      |      |  |
|  | Martinica         | Martinica         | 5           |         | Guyana | Guyana | 7    |      |  |
|  |                   |                   |             |         | Guyana | Guyana | 7    |      |  |
|  |                   |                   | Jamaica     | Jamaica | 5      |        |      |      |  |
|  | Jamaica           | Jamaica           | Jamaica     | Jamaica | 5      | 10     |      |      |  |
|  | Jamaica           | Jamaica           |             |         |        | 10     |      |      |  |
|  | Trinidad y Tobago | Trinidad y Tobago | 0           |         |        |        |      |      |  |
|  | Trinidad y Tobago | Trinidad y Tobago | 0           |         |        |        |      |      |  |
|  |                   |                   |             |         |        |        |      |      |  |

| Bandera de Guyana |
| Campeón Guyana    |
| 2.do título       |